# Rumiko Takahashi
Rumiko Takahashi, född  10 oktober 1957, är en av Japans allra främsta mangaförfattare. Takahashi har sålt över 100 miljoner seriealbum och är en av Japans rikaste kvinnor.